# 闘牛に賭ける男
『闘牛に賭ける男』（とうぎゅうにかけるおとこ）は、1960年12月27日に公開された日活映画である。監督は舛田利雄。スペインを中心にヨーロッパでロケーションを行った正月映画である。この作品の後結婚した石原裕次郎と北原三枝最後の共演映画となった
闘牛に魅せられ、闘牛を日本で開催したいと奮闘する若き新聞記者の男とその恋を描いた作品である。

## 配役
- 石原裕次郎: 北見徹
- 二谷英明: 江藤良一
- 北原三枝: 佐倉冴子
- トニー・ミハリヤス: ペトロ・アルメンデス
- アルフォンソ・ロハス: ホセ・ガルシア・サンチェス
- カルヴィン・ウィッタ: ウィルソン
- エリサ・モンテス: ホセ・ガルシア・サンチェス夫人
- 久遠利三: 記者黒木
- 柳瀬志郎: 劇団員1
- 三崎千恵子: 夫人Ｃ
- 小泉郁之助: 大洋ＴＶ営業部長
- 松下達夫: 大洋ＴＶ編成局長
- 天草四郎: 大洋ＴＶスポンサー
- 三津田健: 高野圭一郎
- 高原駿雄: 山川信悟
- 安部徹: 営業部長
- 芦田伸介: 宗方画伯

## スタッフ
- 監督 ： 舛田利雄
- 脚本 ： 山田信夫、 舛田利雄
- 企画 ： 水の江滝子
- 音楽 ： 佐藤勝
- 美術 :  木村威夫、横尾嘉良
- 編集 : 辻井正則
- 撮影 : 山崎善弘